# Rádio (elemento químico)
O rádio (do latim científico radium, irradiar) é um elemento químico de símbolo Ra, número atômico 88 (88 prótons e 88 elétrons) com massa atómica [226] u, pertencente a família dos metais alcalino-terrosos, grupo 2 ou IIA da classificação periódica dos elementos. À temperatura ambiente, o rádio encontra-se no estado sólido.
É um metal altamente radioativo encontrado em minerais de urânio como na pechblenda. As suas aplicações são derivadas do seu caráter radioativo. Foi usado em medicina, porém substituído por radioisótopos mais eficientes. Foi descoberto por Marie Curie e seu marido Pierre em 1898 na pechblenda/uranita.

## Características principais
É o mais pesado dos metais alcalino-terrosos, é intensamente radioativo e assemelha-se quimicamente ao bário. Este metal é encontrado combinado em quantidades mínimas no minério de urânio pechblenda, e em vários outros minerais de urânio. É um emissor de partículas alfa, partículas beta e radiação gama. O rádio misturado com Berílio produz nêutrons.
Quando recentemente obtido, o metal puro do rádio é branco brilhante, escurecendo quando exposto ao ar (provavelmente devido a formação de nitreto). O rádio é luminescente (produzindo uma coloração azul fraca), Reage com a água para formar hidróxido de rádio, Ra(OH)2, e é um pouco mais volátil que o bário.

## Aplicações
Algumas das propriedades do rádio são derivadas de suas características radioativas. A descoberta de radioisótopos mais recentes como, por exemplo, o cobalto-60 e o césio-137, por serem mais eficazes e/ou mais seguros de serem manuseados e aplicados, substituíram o rádio.
- Foi usado como tinta luminescente em mostradores de relógios e instrumentos de medidas. Este uso foi interrompido na década de 30 devido a morte de dezenas de usuários de relógios com esta tinta. Posteriormente, os efeitos adversos da radioatividade passaram a serem conhecidos e popularizados. Objetos pintados com esta pintura ainda podem ser perigosos, e devem ser manuseados com cuidado;
- Quando misturado com o berílio é uma fonte de nêutrons para a física experimental e análise de materiais;
- O rádio (geralmente na forma de cloreto de rádio) é usado em medicina para produzir o gás radônio, usado para o tratamento do câncer;
- Uma unidade da radioatividade, curie, se baseia na radioatividade do rádio-226;
- Hoje a grande maioria das pessoas que tem câncer necessitam do medicamento à base desse metal.

## História
O rádio foi descoberto por Marie Curie e seu marido Pierre em 1898 na pechblenda/uranita proveniente do norte da Boêmia. Os Curies, removendo o urânio da pechblenda encontraram um material residual que ainda emitia certa energia, a qual denominariam energia radioativa. Isolaram da mistura, composta principalmente de bário, um material de chama cor vermelha brilhante e linhas espectrais nunca visto antes, que concluíram ser um novo elemento. Em 1902, o rádio foi isolado na forma pura pelo casal Curie e Andre Debierne por eletrólise de uma solução de cloreto de rádio, usando um catodo de mercúrio e anodo de platina-irídio, numa atmosfera de gás hidrogênio.
Os produtos da deterioração do rádio eram conhecidos como rádio A, B, C, etc. Estes agora são conhecidos como isótopos de outros elementos: emanação rádio (radônio-222), rádio A (polônio-218), radio B (chumbo-214), radio C (bismuto-214), rádio C1 (polônio-214), rádio C2 (tálio-210), rádio D (chumbo-210), rádio E (bismuto-210) e rádio F (polônio 210).
O rádio tem 25 diferentes isótopos, 4 dos quais são encontrados na natureza, sendo o Ra-226 o mais comum e o mais estável. O Ra-223, Ra-224, Ra-226 e o Ra-228 são todos gerados a partir da deterioração de urânio ou tório. O Ra-226 é um produto do decaimento do U-238, e é o isótopo do rádio de mais longa vida, com uma meia-vida de 1602 anos. Em seguida, o de mais longa meia-vida é o Ra-228, um produto do Th-232, com uma meia-vida 6,7 anos.

## Compostos
- Fluoreto: Fluoreto de rádio(II)
- Cloreto: Cloreto de rádio(II)
- Brometo: Brometo de rádio(II)
- Iodeto: Iodeto de rádio(II)
- Hidróxido: Hidróxido de rádio(II)

## Radioatividade
O rádio é um milhão de vezes mais radiativo do que a mesma massa de urânio. A sua deterioração ocorre em pelo menos sete estágios; os produtos sucessivos obtidos foram estudados e denominados “emanações do rádio” ou “exrádio”, que são o radônio, rádio A (polônio), rádio B (chumbo), rádio C (bismuto), etc. (o radônio é um gás pesado e os demais sólidos). Estes produtos são radioativos, cada um com massa atómica um pouco mais baixa que a de seu predecessor.
O rádio perde aproximadamente 1% da sua atividade em 25 anos, sendo transformado em elementos com massa atômica mais baixa, sendo o chumbo o produto final da desintegração.
A unidade SI que mede a atividade de uma fonte radioativa é o becquerel (Bq), que corresponde a uma desintegração por segundo A unidade de atividade curie é definida como sendo a taxa de desintegração de 1 grama de rádio—226 (3,7 · 1010 desintegrações por segundo, ou 37 GBq).

## Precauções
O rádio é extremamente radioativo e o seu produto de decaimento natural (gás radônio) é, também, radioativo. O rádio pode causar grandes danos aos ossos substituindo o cálcio. A inalação, ingestão ou exposição ao rádio pode causar câncer ou outros distúrbios orgânicos. O rádio quando armazenado deve ser ventilado para prevenir a acumulação de radônio.
A energia emitida da deterioração do rádio ioniza gases, afeta filmes fotográficos, causa ulcerações na pele e pode levar até a morte.